# Jack Thiessen
John Peter "Jack" Thiessen (* 14. April 1931 in Manitoba; † 9. Oktober 2022) war ein kanadischer Sprachwissenschaftler, Germanist, Kulturaktivist und Autor. Vor allem aufgrund seiner intensiven Beschäftigung mit dem Wortschatz des Plautdietschen und seiner Kurzgeschichten in dieser Sprache gilt Thiessen weltweit als einer der profiliertesten Sprachpfleger der Russlandmennoniten.

## Leben und Werk
Jack Thiessen wurde 1931 im kanadischen Manitoba geboren und wuchs in einer deutschstämmigen russlandmennonitischen Familie und Gemeinschaft in der Nähe von Winnipeg auf. Seine Eltern waren Einwanderer aus der Altkolonie Chortitza am Dnepr (Ukraine, früher Südrussland). Seine Muttersprache war Plautdietsch; der Gebrauch der deutschen und englischen Sprache kam – wie bei den Mennoniten in Kanada üblich – bereits in den frühen Kinderjahren dazu. Thiessen studierte am Mennonite Collegiate Institute und an der University of Manitoba, schrieb 1961 an der Universität Marburg seine Doktorarbeit über Plautdietsch und veröffentlichte sie zwei Jahre später als Studien zum Wortschatz der kanadischen Mennoniten in der Reihe Deutsche Dialektgeographie: Untersuchungen zum Deutschen Sprachatlas. In dieser Publikation wird der plautdietsche Wortschatz im Kontext preußischer Dialekte und mennonitischer Kulturgeschichte untersucht. Neben seiner ständigen Beschäftigung mit lexikalischen Aspekten der plautdietschen Sprache verfasste Thiessen zahlreiche Kurzgeschichten und einige umfangreichere Erzählungen. 1961 wurde er Mitglied (und von 1971 bis 1976 auch Vorsitzender) des Manitoba Arts Council. Während Jack Thiessen in den 1960er und 1970er Jahren als Professor und Dekan maßgeblich am Aufbau des German Department der University of Manitoba und der University of Winnipeg beteiligt war, erschien 1977 sein erstes Wörterbuch für die plautdietsche Sprache (Mennonite Low-German Dictionary) im Marburger Elwert Verlag. In den 1980er und 1990er Jahren arbeitete er freiberuflich als Übersetzer und hatte zwischenzeitlich eine Gastprofessur an der Universität Kiel und an der Universität Jena für Englische Sprache und Kanadische Literatur inne. Als „perhaps the crowning achievement of his life“ wertet John Considine sein zweites Wörterbuch (Mennonitisch-Plautdeutsches Wörterbuch / Mennonite Low German Dictionary), das 1999 in Kanada erschien und 2003 vom Max-Kade-Institut (University of Wisconsin–Madison) in überarbeiteter Form herausgegeben wurde. Jack Thiessen wird von Fachkollegen als „one of the most excitingly talented lexicographers alive today“ bezeichnet. Er lebte mit seiner Frau Audrey in New Bothwell (Manitoba, Kanada).

## Publikationen (Auswahl)
- Jack Thiessen: Yiddish in Canada: The death of a language. Schuster-Verlag, Leer 1973, ISBN 3796300405
- Al Reimer und Jack Thiessen (Hrsg.): A Sackful of Plautdietsch : A collection of Mennonite Low German stories and poems. Hyperion Press, Winnipeg 1983, ISBN 0-920534-25-2
- Jack Thiessen: Predicht fier haite. Buske-Verlag, Hamburg 1984, ISBN 3-87118-598-1
- Victor Peters und Jack Thiessen: Mennonitische Namen / Mennonite Names. Elwert-Verlag, Marburg 1987, ISBN 3-770808-52-5
- Victor Peters und Jack Thiessen: Plautdietsche Jeschichten: Gespräche – Interviews – Erzählungen. Elwert-Verlag, Marburg 1990 (in der Schriftenreihe der Kommission für Ostdeutsche Volkskunde in der Deutschen Gesellschaft für Volkskunde), ISBN 3-7708-0927-0
- Jack Thiessen: Tribute to Trucking. American Historical Press, Sun Valley 1990, ISBN 0897813464
- Antoine de Saint-Exupéry; Jack Thiessen (Übersetzer): Dee tjliena Prinz. Plautdietsch, hrsg. von Walter Sauer, Naumann-Verlag, Nidderau 2002 (Le petit prince in deutschen Mundarten, Band 15), ISBN 3-933575-85-0
- Wilhelm Busch; Jack Thiessen (Übersetzer): Max enn Moritz. Eene Jungesjeschijcht enn sewen Schowanacke, hrsg. von Walter Sauer, Edition Tintenfaß, Neckarsteinach 2003, ISBN 3-9808205-6-4
- Jack Thiessen: Mennonite Low German Dictionary = Mennonitisch-Plattdeutsches Wörterbuch. Max-Kade-Institute for German-American Studies, University of Wisconsin-Madison, Madison 2003, ISBN 0-924119-09-8
- Jack Thiessen: Dittsied. Plautdietsche Jeschichte, Tweeback-Verlag, Bonn 2011, ISBN 978-3-98119787-7

## Plautdietsche Kurzgeschichten von Jack Thiessen
- Saj Dankscheen, Peeta (2007, bei ereimer.net)
- Noba Jasch Wiens (2007, bei ereimer.net)
- Jack Thiessens ständig erweiterte Sammlung: siehe Jeschichte (bei ereimer.net)